# Călmățui, Hîncești
Călmățui este un sat din raionul Hîncești, Republica Moldova.

## Istorie
Satul a fost atestat pentru prima dată la 16 ianuarie 1490 într-un ispisoc de la domnul Ștefan cel Mare, care dăruia lui Mănăilă Cioplescu a treia parte de satul de Călmățuiu, supt Movilă, cumpărătură de la Șandru Onescu:
„Ispisoc sârbăscu din anii 6998 1490> ghenar 16, de la domnul Ștefan voievod, întăritură unui Mănăilă Cioplescu pe a trie parte de satu de Călmățuiu, supt Movile, parte din sus, cumpărătură de la un Șandru Onescu.

Iar hotarul acii a triia parte de satu să fie pe unde au însemnat cu și pe dispre alte părți pe hotarul cel vechiu, pe undi au trăitu din vecu.”

## Demografie

### Structura etnică
Structura etnică a localității conform recensământului populației din 2004:
| Grup etnic                                               | Populație | % Procentaj  |
| -------------------------------------------------------- | --------- | ------------ |
| Băștinași declarați Moldoveni Băștinași declarați Români | 1471 2    | 97,55% 0,13% |
| Ucraineni                                                | 24        | 1,59%        |
| Ruși                                                     | 11        | 0,73%        |
| Total                                                    | 1508      |              |

## Administrație și politică
Componența Consiliului local Călmățui (9 consilieri), ales la 5 noiembrie 2023, este următoarea:
|  | Partid                            | Consilieri | Componență | Componență | Componență | Componență | Componență | Componență | Componență |
|  | --------------------------------- | ---------- | ---------- | ---------- | ---------- | ---------- | ---------- | ---------- | ---------- |
|  | Partidul Social Democrat European | 7          |            |            |            |            |            |            |            |
|  | Partidul Acțiune și Solidaritate  | 1          |            |            |            |            |            |            |            |
|  | Platforma Demnitate și Adevăr     | 1          |            |            |            |            |            |            |            |